# Manor Lords
Manor Lords é um jogo de construção de cidades medievais e táticas em tempo real em 3D desenvolvido pela Slavic Magic e publicado pela Hooded Horse. O jogo foi lançado em acesso antecipado em 26 de abril de 2024 e se tornou o jogo mais desejado no Steam antes de seu lançamento, com mais de dois milhões de usuários marcando o jogo na listas de desejos.

## Jogabilidade
Inspirado na Francônia do final do século XIV, Manor Lords é um jogo de construção de cidades que inclui guerra tática em tempo real. Existem três modos diferentes em Manor Lords, intitulados Rise to Prosperity, Restoring the Peace e On the Edge. Eles são diferenciados pelos aspectos em que se concentram: Rise to Prosperity e On the Edge enfatizam, o crescimento por meio da construção de cidades e a conquista por meio da guerra, enquanto Restoring the Peace proporciona uma experiência mais equilibrada. O jogo também oferece opções de personalização: os jogadores podem ajustar valores no jogo, como posição inicial e ameaças fora do mapa.
As características da construção da cidade concentram-se na expansão de um assentamento inicialmente pequeno, através da recolha de recursos, da gestão das cadeias de abastecimento e da expansão das redes comerciais, ao mesmo tempo que gerem as ameaças à coesão interna do assentamento. A ênfase do jogo na precisão histórica aprofundada faz com que os jogadores gerenciem seis tipos de impostos e equilibrem o crescimento rápido com os efeitos ambientais. como o clima e a possibilidade de problemas climáticos e ambientais, incluindo degradação do solo e desmatamento. É visto de uma perspectiva aérea, mas inclui um modo de câmera em terceira pessoa.
Segundo o desenvolvedor, o jogo tem como objetivo proporcionar a construção orgânica da cidade; as estradas são quase sempre curvas e as casas podem ser construídas sem a interferência de grades de zoneamento fixas ou feitas à mão como em SimCity e Skylines .

## Desenvolvimento
Grzegorz "Greg" Styczeń é o criador e desenvolvedor solo de Manor Lords através de seu estúdio Slavic Magic. Nos primeiros anos, os custos de desenvolvimento foram financiados em parte por meio de doações no Patreon. Em 2021, Styczeń também recebeu uma bolsa da Epic Games por meio do Epic MegaGrants. O jogo foi desenvolvido inicialmente com o motor gráfico Unreal Engine 4.
Lançando um trailer de anúncio em julho de 2020, Greg inicialmente pretendia que o jogo fosse adicionado à lista de desejos em uma média de 14.000 vezes no Steam. No entanto, a expectativa foi superada, com Manor Lords sendo colocado na lista de desejos mais de duas milhões de vezes até janeiro de 2024, ultrapassando Hades II pouco antes do lançamento se tornando o jogo mais desejado no Steam, com mais de três milhões até o lançamento.
O jogo foi originalmente planejado para ser lançado no final de 2023, mas foi adiado para o ano seguinte porque Styczeń sentiu que precisava de "mais correções de bugs e polimento". Manor Lords foi lançado em acesso antecipado em 26 de abril de 2024. Styczeń divulgou uma declaração uma semana antes do lançamento tentando moderar as expectativas, destacando que como o lançamento foi feito em acesso antecipado e por ser o primeiro jogo que desenvolveu, não tinha a intenção de ser um rival direto de Total War ou de jogos de RPG como Kingdom Come: Deliverance.
Em junho de 2024, foi anunciado que Manor Lords mudaria para para o motor gráfico Unreal Engine 5 e a mudança foi concluída em 22 de agosto na versão 0.7.987.

## Recepção
A recepção às demos iniciais foi muito positiva, com elogios direcionados especialmente à natureza complexa do jogo. Matt Jarvis do Rock Paper Shotgun comparou seus vários aspectos às franquias estabelecidas de Total War, Crusader Kings e Age of Empires, chamando-o de "extremamente ambicioso" e "cheio de potencial". O jogo é conhecido por seu alto grau de precisão histórica. Porém, Styczeń afirmou em entrevistas que, as críticas sobre a jogabilidade superaram as preocupações com a exatidão histórica.
Manor Lords recebeu críticas por seu conteúdo de consumo rápido e por não haver um objetivo específico no jogo. Leana Hafer do IGN diz que o jogo está inacabado – apontando a falta de desafio no final do jogo e maneiras de testar suas batalhas RTS. Robert Purchese, do Eurogamer, afirma que uma das maiores peças que faltam para o jogo é a narrativa, ou histórias vindas das pessoas pelas quais ele é responsável no jogo. Aleksa Stojković diz que o combate é a coisa que ele menos gosta em Manor Lords. Mitch Gassner ressalta que, com muitos componentes inacabados, Manor Lords não tem poder para manter as pessoas jogando por semanas. Ravi Sinha diz que as políticas devem ser expandidas; sugere adicionar eventos aleatórios para reduzir um pouco do tédio das longas esperas.

### Vendas
Manor Lords vendeu mais de um milhão de cópias durante o primeiro fim de semana de lançamento e ultrapassando três milhões de vendas em fevereiro de 2025.

### Elogios
| Ano  | Cerimônia                         | Categoria                                 | Resultado      |
| ---- | --------------------------------- | ----------------------------------------- | -------------- |
| 2024 | Golden Joystick Awards            | Melhor jogo de acesso antecipado          | Indicado       |
| 2024 | The Game Awards 2024              | Melhor Jogo Indie de Estreia              | Indicado       |
| 2024 | The Game Awards 2024              | Melhor Jogo de Simulação/Estratégia       | Indicado       |
| 2025 | 25º Game Developers Choice Awards | Melhor Estreia                            | Menção Honrosa |
| 2025 | 6º Prêmio Pégases                 | Melhor Videogame Independente Estrangeiro | Indicado       |